# NGC 7247
NGC 7247 este o galaxie situată în constelația Vărsătorul. A fost descoperită în 1886 de către Francis Leavenworth. Se află la o distanță de 32,51 de megaparseci de Pământ.